# Cyclostachya
Cyclostachya là một chi thực vật có hoa trong họ Hòa thảo (Poaceae).

## Loài
Chi Cyclostachya gồm các loài: